# Luanginga
Der Luanginga ist ein rechter Nebenfluss des Sambesi, der in Angola entspringt und bei Mongu in der Westprovinz in Sambia mündet.

## Verlauf
Der Luanginga ist etwa 500 Kilometer lang. Er entspringt auf dem zentralen Plateau der Provinz Moxico in Angola. Sein Tal ist eine breite Aue mit abnehmendem Gefälle. Der Abschnitt zwischen Kalabo und Mongu wurde so kanalisiert, dass ein Boot leicht passieren kann.
Der Luanginga bildet die Südgrenze zum Liuwa-Plain-Nationalpark. Kalabo ist der offizielle Zugang zu ihnen.

## Hydrometrie
Die Abflussmenge des Einzugsgebietes des Flusses wurde in m³/s gemessen.